# Діойкет
Діойкет (грец. Διοικητής — управитель) — найвищий одноособовий фінансовий та контрольно-ревізійний орган в давньогрецьких полісах Північного Причорномор'я, головним завданням якого був загальний нагляд за джерелами надходжень державного скарбу.

У ранньосередньовічній Візантії діойкет — чиновник із відомства логофета генікону.